# Manifesto degli intellettuali antifascisti

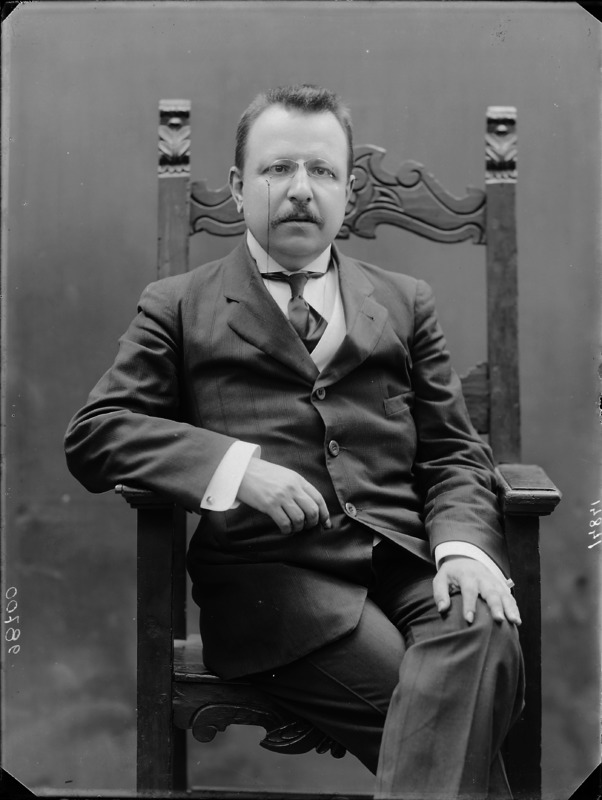
Benedetto Croce

Il Manifesto degli intellettuali non fascisti, noto anche come Antimanifesto, fu pubblicato il 1º maggio del 1925 su diversi quotidiani italiani.
Redatto da Benedetto Croce, l'Antimanifesto rappresentò una risposta al Manifesto degli intellettuali fascisti di Giovanni Gentile. Anche la data di pubblicazione, Festa dei lavoratori (1º maggio), rispondeva con indicativo antagonismo alla pubblicazione del manifesto fascista, avvenuta nel giorno del Natale di Roma (21 aprile).
Il manifesto sancì la definitiva rottura col fascismo di Croce, il quale, all'indomani della Marcia su Roma e della presentazione del primo esecutivo fascista di coalizione, aveva votato in Senato la fiducia al governo di Benito Mussolini, rivotandola poi il 24 giugno 1924, dopo l'omicidio di Giacomo Matteotti.

## Storia
La proposta di redigere il manifesto venne fatta a Benedetto Croce da Giovanni Amendola che, il 21 aprile 1925, scrisse:
Croce rispose il giorno dopo:
Il Manifesto fu firmato complessivamente da centinaia di intellettuali, delle cui firme solo 270 furono pubblicate, divise in 3 elenchi pubblicati da il Mondo, e da altri pochi giornali, rispettivamente il venerdì 1º maggio, la domenica 10 maggio e il venerdì 22 maggio 1925.
Segue un elenco dei periodici che venerdì 1º maggio del 1925 pubblicarono l'Antimanifesto:
- il Mondo di Roma, nº 103, a p. 1, col titolo: «Una risposta di scrittori, professori e pubblicisti italiani al manifesto degl'intellettuali fascisti»;
- Il Popolo di Roma[5], nº 103, a p. 3, col titolo: «La replica degli intellettuali non fascisti al manifesto di Giovanni Gentile»;
- Il Mattino di Napoli, nº 103, a p. 1, col titolo: «Il pensiero degli intellettuali non fascisti espresso da Benedetto Croce»;
- Il Giornale d'Italia di Roma, nº 103, a p. 1, col titolo: «L'"intelligenza" liberale risponde agli "intellettuali" fascistici»;
- Corriere della Sera di Milano, nº 103, a p. 1, col titolo: «Una risposta al manifesto degli intellettuali fascisti»;
- La Voce Repubblicana di Roma, anno V, nº 80, a p. 1, col titolo: «Gli intellettuali italiani agli intellettuali fascisti»;
- La Stampa di Torino, nº 103, a p. 1, col titolo: «Risposta al manifesto degli "intellettuali" fascisti».

## Firmatari

### 1º maggio 1925
I 40 firmatari de La replica degli intellettuali non fascisti al manifesto di Giovanni Gentile, pubblicata venerdì 1º maggio 1925 su "Il Popolo", furono:
1. Antonino Anile
2. Giovanni Ansaldo[6]
3. Giovanni Amendola[6]
4. Sem Benelli[7]
5. Leonardo Bianchi
6. Roberto Bracco[6]
7. Carlo Cassola[8]
8. Emilio Cecchi[9]
9. Giuseppe Chiovenda[6]
10. Benedetto Croce (promotore)[6]
11. Vincenzo De Bartholomaeis
12. Cesare De Lollis[6]
13. Guido De Ruggiero[6]
14. Roberto De Ruggiero[10]
15. Luigi Einaudi[6][11]
16. Carlo Fadda
17. Guglielmo Ferrero[12]
18. Nicola Festa
19. Giustino Fortunato[6]
20. Tommaso Gallarati Scotti[6]
21. Alfredo Galletti
22. Piero Giacosa[13]
23. Ettore Janni
24. Arturo Carlo Jemolo[6]
25. Giorgio Levi della Vida (Università degli Studi di Roma)[6][14]
26. Alberto Marghieri
27. Rodolfo Mondolfo[6]
28. Bartolo Nigrisoli (Università degli Studi di Bologna)[14]
29. Silvio Perozzi[15]
30. Enrico Presutti (Università degli Studi di Napoli)[14]
31. Giuseppe Ricchieri (Università degli Studi di Milano)[16]
32. Tullio Rossi Doria (Università degli Studi di Roma)[17]
33. Francesco Ruffini (Università degli Studi di Torino)[14]
34. Luigi Salvatorelli
35. Giuseppe Sanarelli
36. Matilde Serao (direttrice de "Il Giorno" di Napoli)[18]
37. Arturo Solari (Università degli Studi di Bologna)[19]
38. Giuseppe Tarozzi (Università degli Studi di Bologna)[20]
39. Leonida Tonelli
40. Guido Villa (Università degli Studi di Pavia)[21]

Il Manifesto e il primo elenco dei firmatari furono pubblicati anche su «Il Mattino» del 1º maggio 1925 in «Il pensiero degli intellettuali non fascisti espresso da Benedetto Croce», ma aveva, oltre i suddetti 40 firmatari, anche i seguenti 8 in più:
1. Giuseppe Carotti
2. Ugo Forti (Università degli Studi di Napoli)
3. Augusto Graziani (Università degli Studi di Napoli)
4. Arturo Labriola
5. Giovanni Miranda (Università degli Studi di Napoli)
6. Raffaello Piccoli (Università degli Studi di Napoli)
7. Giuseppe Salvioli (Università degli Studi di Napoli)
8. Pietro Toldo (Università degli Studi di Bologna)

ma con Giuseppe Tarozzi (Università degli Studi di Bologna) in meno.

### 10 maggio 1925
Domenica 10 maggio 1925 fu pubblicato un secondo elenco parziale su:
- il Mondo, nº 111 di domenica 10 maggio del 1925;
- Il Popolo, nº 111 di domenica 10 maggio del 1925, a p. 3, col titolo: «Le nuove adesioni al manifesto degli intellettuali»;
- Il Mattino, nº 111 di domenica 10 maggio del 1925;
- Il Giornale d'Italia, nº 111 di domenica 10 maggio del 1925, a p. 8, col titolo: «Le adesioni al manifesto dell'"intelligenza liberale"»;
- Corriere della Sera, nº 111 di domenica 10 maggio del 1925, a p. 1, col titolo: «Le adesioni alla risposta al manifesto degli intellettuali fascisti»;
- La Stampa, nº 111 di domenica 10 maggio del 1925, a p. 1, col titolo: «Il plebiscito intellettuale contro il manifesto Gentile»:

1. Alberto Albertini
2. Luigi Albertini
3. Giulio Alessio (Università degli Studi di Padova)
4. Enrico Altavilla (Università degli Studi di Napoli)
5. Corrado Alvaro
6. Vincenzo Arangio Ruiz
7. Dario Baldi (Università degli Studi di Pisa)
8. Antonio Banfi (Università degli Studi di Milano)
9. Corrado Barbagallo
10. Alfredo Bartolomei (Università degli Studi di Napoli)
11. Ugo Bernasconi
12. Cesare Biondi (Università degli Studi di Siena)
13. Mario Borsa
14. Virgilio Brocchi
15. Pietro Enrico Brunelli (Università degli Studi di Napoli)
16. Filippo Burzio
17. Andrea Caffi
18. Alessandro Cagli (avvocato di Ancona)
19. Piero Calamandrei (Università degli Studi di Firenze)
20. Pietro Capasso (Università degli Studi di Napoli)
21. Giulio Caprin
22. Enrico Carrara
23. Mario Chini
24. Alberto Cianca
25. Raffaele Ciasca (Università degli Studi di Messina)
26. Ugo Coli (Università degli Studi di Firenze)
27. Epicarmo Corbino (Università degli Studi di Firenze)
28. Luigi Credaro
29. Enrichetta Carafa Capecelatro (Accademia Pontaniana)
30. Alessandro D'Atri (anarchico, giornalista di Foggia, direttore de "L'Italie Libre - Organe de la démocratie" settimanale politico di opposizione di Parigi)
31. Gaetano De Sanctis (Università degli Studi di Torino)
32. Francesco De Sarlo (Università degli Studi di Firenze)
33. Francesco Degni (Università degli Studi di Napoli)
34. Vincenzo Del Giudice (Università degli Studi di Firenze)
35. Guido Della Valle (Università degli studi di Napoli)
36. Agostino Diana (Università degli Studi di Pisa)
37. Giuseppe Donati
38. Mario Falco (Università degli Studi di Milano)
39. Francesco Fancello
40. Guido Ferrando (Università degli Studi di Firenze)
41. Mario Ferrara
42. Enrico Finzi (Istituto di Scienze Sociali di Firenze)
43. Ugo Forti (Università degli Studi di Napoli)
44. Umberto Galeota
45. Giuseppe Gangale
46. Panfilo Gentile
47. Vincenzo Gerace
48. Annibale Gilardoni
49. Achille Giovine (Istituto Superiore Navale di Napoli)
50. Augusto Graziani (Università degli Studi di Napoli)
51. Mario Grieco (avvocato, scrittore di Napoli)
52. Ezechiele Guardascione (pittore di Napoli)
53. Gustavo Ingrosso (Università degli Studi di Napoli)
54. Arturo Labriola
55. Eustachio Paolo Lamanna (Università degli Studi di Firenze)
56. Eugenia Vitali Lebrecht (Associazione Nazionale per la Donna)
57. Arrigo Levasti (Biblioteca Filosofica di Firenze)
58. Alessandro Levi (Università degli Studi di Parma)
59. Ludovico Limentani (Università degli Studi di Firenze)
60. Carlo Linati
61. Luigi Lordi (Istituto Superiore di Commercio di Napoli)
62. Giovanni Lorenzoni (Università degli Studi di Firenze)
63. Aldobrandino Malvezzi de' Medici (Università degli Studi di Firenze)
64. Augusto Mancini (Università degli Studi di Pisa)
65. Carlo Maranelli (direttore dell'Istituto Superiore di Commercio di Napoli)
66. Gherardo Marone
67. Nello Martinelli (Università di Malta)
68. Guido Martini (ex direttore della Biblioteca Nazionale di Napoli)
69. Salvatore Mastrogiovanni
70. Giuseppe Melli (Università degli Studi di Firenze)
71. Francesco Messineo (Università degli Studi di Macerata)
72. Giovanni Miranda (Università degli Studi di Napoli)
73. Pompeo Molmenti
74. Eugenio Montale
75. Giuseppe Montesano (Università degli Studi di Roma)
76. Marino Moretti
77. Gioacchino Nicoletti (Università degli Studi di Roma)[23]
78. Adriano Nisco
79. Pietro Paolo Trompeo (Università degli Studi di Roma)
80. Novello Papafava di Carraresi (giornalista, scrittore di Padova)
81. Ernesto Pascal (Università degli Studi di Napoli)
82. Mario Pascal (Università degli Studi di Napoli)
83. Giorgio Pasquali (Università degli Studi di Firenze)
84. Alessandro Pellegrini (Federazione Italiana delle Biblioteche Popolari)
85. Raffaello Piccoli (Università degli Studi di Napoli)
86. Gaetano Pieraccini
87. Mario Ponzio di San Sebastiano
88. Eugenio Rignano
89. Meuccio Ruini
90. Alfredo Vittorio Russo (avvocato di Napoli, giornalista de "La Rivista del Mezzogiorno" di Napoli, ex Sindaco di Napoli)
91. Enrico Ruta
92. Cesare Sacerdoti (Università degli Studi di Pisa)
93. Gaetano Salvemini (Università degli Studi di Firenze)
94. Giuseppe Salvioli (Università degli Studi di Napoli)
95. Michele Saponaro
96. Emilio Scaglione (giornalista di Montenero di Bisaccia (CB), de "Il Mondo" di Roma)
97. Paolo Scarfoglio (giornalista di Napoli, direttore de "Il Mattino" di Napoli)
98. Domenico Schiappoli (Università degli Studi di Napoli)
99. Pio Schinetti
100. Michelangelo Schipa (Università degli Studi di Napoli)
101. Pietro Silva
102. Manfredi Siotto Pintore (Università degli Studi di Firenze)
103. Enrico Somaré
104. Adriano Tilgher
105. Luigi Tonelli
106. Vincenzo Torraca
107. Silvio Trentini (Istituto Superiore di Commercio di Venezia)
108. Giuseppe Valeri (Università degli Studi di Firenze)
109. Vittorio Vettori
110. Giovanni Vidari (Università degli Studi di Torino)
111. Mario Vinciguerra
112. Vito Volterra (Università degli Studi di Roma)
113. Umberto Zanotti Bianco
114. Adolfo Zerboglio
115. Giuseppe Zippei (Università degli Studi di Roma)[24]
116. Angelo Andrea Zottoli

### 22 maggio 1925
Venerdì 22 maggio 1925 fu pubblicato un terzo elenco parziale su:
- il Mondo, n° ? di venerdì 22 maggio del 1925;
- Il Popolo, nº 122 di sabato 23 maggio del 1925, a p. 3, col titolo: «Nuove adesioni al manifesto degli intellettuali antifascisti»;
- Il Mattino, n° ? di venerdì 22 maggio del 1925;
- Il Giornale d'Italia, nº 122 di venerdì 22 maggio del 1925, a p. 6, col titolo: «Il manifesto dell'Intelligenza liberale»;
- Corriere della Sera di Milano, nº 121 di venerdì 22 maggio del 1925, a p. 1, col titolo: «Le adesioni alla risposta agli intellettuali fascisti»:

1. Filippo Abignente jr
2. Vincenzo Ariola (Università degli Studi di Genova)
3. Pietro Albertoni (Università degli Studi di Bologna)
4. Sibilla Aleramo
5. Luigi Armanni (Istituto Superiore di Commercio di Venezia)
6. Carlo Avetta (Università degli Studi di Parma)
7. Riccardo Bachi (Università degli Studi di Parma)
8. Giuseppe Bagnera (Università degli Studi di Roma)
9. Riccardo Balsamo Crivelli
10. Giulio Battaglini (Università degli Studi di Pavia)
11. Adriano Belli (Istituto Superiore di Commercio di Venezia)
12. Giovanni Battista Belloni (Università degli Studi di Padova)
13. Giovanni Bertacchi (Università degli Studi di Padova)
14. Giulio Bisconcini (Università degli Studi di Roma)
15. Giorgio Bosco (Istituto Superiore di Commercio di Napoli)
16. Mario Bracci (Università degli Studi di Sassari)
17. Costantino Bresciani Turroni (Università degli Studi di Genova)
18. Ignazio Brunelli (Università degli Studi di Ferrara)
19. Natale Busetto (Magistero Superiore di Napoli)
20. Gennaro Calcagni (Università degli Studi di Padova)
21. Vittorio Cannavina
22. Luigi Capponago del Monte
23. Santino Caramella
24. Mario Carrara (Università degli Studi di Torino)
25. Mario Casella (Università degli Studi di Firenze)
26. Adolfo Cassiani Ingoni (Liceo Classico "Alessandro Volta" di Como)
27. Guido Castelnuovo (Università degli Studi di Roma)
28. Roberto Ceni (Istituto Superiore di Commercio di Trieste)
29. Emidio Cesari
30. Raffaele Chiarolanza (Università degli Studi di Napoli)
31. Giulio Colajanni
32. Francesco Coletti (Università degli Studi di Pavia)
33. Michele Coppola (Università degli Studi di Napoli)
34. Giovanni Costetti
35. Giorgio Dal Piaz (Università degli Studi di Padova)
36. Floriano Del Secolo
37. Giuseppe Delogu (Università degli Studi di Genova)
38. Carano Donvito
39. Giorgio Errera (Università degli Studi di Pavia)
40. Angelo Fraccacreta (Università degli Studi di Messina)
41. Plinio Fraccaro (Università degli Studi di Pavia)
42. Enrico Maria Fusco
43. Attilio Gentili (Università degli Studi di Pisa)
44. Giambattista Grassi Bertazzi (Università degli Studi di Catania)
45. Benvenuto Griziotti (Università degli Studi di Pavia)
46. Vittorio Gui (direttore d'orchestra, compositore di Roma)
47. Erminio Iuvalta (Università degli Studi di Torino)
48. Ferdinando Laghi (Università degli Studi di Parma)
49. Ernesto Laura (Università degli Studi di Padova)
50. Mary Lenardinis
51. Adolfo Levi (Università degli Studi di Pavia)
52. Beppo Levi (Università degli Studi di Parma)
53. Giuseppe Levi (Università degli Studi di Torino)
54. Tullio Levi Civita (Università degli Studi di Roma)
55. Paola Lombroso
56. Arrigo Lorenzi (Università degli Studi di Padova)
57. Gino Luzzatti (Istituto Superiore di Commercio di Venezia)
58. Edgardo Maddalena (Istituto Superiore Femminile di Magistero di Firenze)
59. Efisio Mameli (Università degli Studi di Parma)
60. Flaminio Mancaleoni (Università degli Studi di Sassari)
61. Carlo Manes (Università degli Studi di Roma)
62. Teodosio Marchi (Università degli Studi di Parma)
63. Mariano Mareca (Università degli Studi di Pavia)
64. Luisa Marinoni
65. Piero Marrucchi
66. Lavinia Mazzucchetti (Università degli Studi di Genova)
67. Roberto Melchiorre (Università degli Studi di Modena)
68. Silvio Giuseppe Mercati (Università degli Studi di Catania)
69. Attilio Momigliano (Università degli Studi di Pisa)
70. G. Montaini
71. Giovanni Montanelli (Università degli Studi di Firenze)
72. Assunto Mori (Istituto Superiore Femminile di Magistero di Roma)
73. Benedetto Morpurgo (Università degli Studi di Torino)
74. Gaetano Mosca (Università degli Studi di Roma)
75. Alessandro Padoa
76. Maurizio Padoa (Università degli Studi di Parma)
77. Enzo Palmieri
78. Ugo Enrico Paoli (Università degli Studi di Firenze)
79. Carlo Pascal (Università degli Studi di Pavia)
80. Gian Giacomo Perrando (Università degli Studi di Genova)
81. Decio Pettoello (Università di Cambridge)
82. V. Piranesi
83. Giulio Pittarelli (Università degli Studi di Roma)
84. Aldo Pontiroli
85. Angelo Pugliese (Università degli Studi di Milano)
86. Cesare Ranzoli (Università degli Studi di Genova)
87. Giuseppe Rensi (Università degli Studi di Genova)
88. Vincenzo Rivera (Università degli Studi di Bari)
89. Giulio Emanuele Rizzo (Università degli Studi di Napoli)
90. Pasquale Romano
91. Luigi Rossi (Università degli Studi di Roma)
92. Luigi Sabbatani (Università degli Studi di Padova)
93. Luigi Sala (Università degli Studi di Pavia)
94. Ireneo Sanesi (Università degli Studi di Pavia)
95. Giuseppe Santoro (Università degli Studi di Napoli)
96. Emanuele Sella (Università degli Studi di Genova)
97. Francesco Severi (Università degli Studi di Roma)
98. Raffaello Silvestrini (Università degli Studi di Perugia)
99. Siro Solazzi (Università degli Studi di Pavia)
100. Aldo Sorani
101. Enrico Tedeschi (Università degli Studi di Padova)
102. Nunzio Vaccalluzzo (Università degli Studi di Catania)
103. Manara Valgimigli (Università degli Studi di Pisa)
104. Natale Vianello
105. Guido Zacchetti
106. Giuseppe Zampini

## Il testo del manifesto
| Gl'intellettuali fascisti, riuniti in congresso a Bologna, hanno indirizzato un manifesto agl'intellettuali di tutte le nazioni per spiegare e difendere innanzi ad essi la politica del partito fascista. Nell'accingersi a tanta impresa, quei volenterosi signori non debbono essersi rammentati di un consimile famoso manifesto, che, agli inizi della guerra europea, fu bandito al mondo dagl'intellettuali tedeschi; un manifesto che raccolse, allora, la riprovazione universale, e più tardi dai tedeschi stessi fu considerato un errore. E, veramente, gl'intellettuali, ossia i cultori della scienza e dell'arte, se, come cittadini, esercitano il loro diritto e adempiono il loro dovere con l'iscriversi a un partito e fedelmente servirlo, come intellettuali hanno il solo dovere di attendere, con l'opera dell'indagine e della critica e le creazioni dell'arte, a innalzare parimenti tutti gli uomini e tutti i partiti a più alta sfera spirituale affinché con effetti sempre più benefici, combattano le lotte necessarie. Varcare questi limiti dell'ufficio a loro assegnato, contaminare politica e letteratura, politica e scienza è un errore, che, quando poi si faccia, come in questo caso, per patrocinare deplorevoli violenze e prepotenze e la soppressione della libertà di stampa, non può dirsi nemmeno un errore generoso. E non è nemmeno, quello degli intellettuali fascisti, un atto che risplende di molto delicato sentire verso la patria, i cui travagli non è lecito sottoporre al giudizio degli stranieri, incuranti (come, del resto, è naturale) di guardarli fuori dei diversi e particolari interessi politici delle proprie nazioni. Nella sostanza, quella scrittura è un imparaticcio scolaresco, nel quale in ogni punto si notano confusioni dottrinali e mal filati raziocini; come dove si prende in iscambio l'atomismo di certe costruzioni della scienza politica del secolo decimottavo col liberalismo democratico del secolo decimonono, cioè l'antistorico e astratto e matematico democraticismo, con la concezione sommamente storica della libera gara e dell'avvicendarsi dei partiti al potere, onde, mercé l'opposizione, si attua quasi graduandolo, il progresso; o come dove, con facile riscaldamento retorico, si celebra la doverosa sottomissione degl'individui al tutto, quasi che sia in questione ciò, e non invece la capacità delle forme autoritarie a garantire il più efficace elevamento morale; o, ancora, dove si perfidia nel pericoloso indiscernimento tra istituti economici, quali sono i sindacati, ed istituti etici, quali sono le assemblee legislative, e si vagheggia l'unione o piuttosto la commistione dei due ordini, che riuscirebbe alla reciproca corruttela, o quanto meno, al reciproco impedirsi. E lasciamo da parte le ormai note e arbitrarie interpretazioni e manipolazioni storiche. Ma il maltrattamento delle dottrine e della storia è cosa di poco conto, in quella scrittura, a paragone dell'abuso che si fa della parola "religione"; perché, a senso dei signori intellettuali fascisti, noi ora in Italia saremmo allietati da una guerra di religione, dalle gesta di un nuovo evangelo e di un nuovo apostolato contro una vecchia superstizione, che rilutta alla morte la quale, le sta sopra e alla quale dovrà pur acconciarsi; e ne recano a prova l'odio e il rancore che ardono, ora come non mai, tra italiani e italiani. Chiamare contrasto di religione l'odio e il rancore che si accendono contro un partito che nega ai componenti degli altri partiti il carattere di italiani e li ingiuria stranieri, e in quell'atto stesso si pone esso agli occhi di quelli come straniero e oppressore, e introduce così nella vita della Patria i sentimenti e gli abiti che sono propri di altri conflitti; nobilitare col nome di religione il sospetto e l'animosità sparsi dappertutto, che hanno tolto persino ai giovani delle università l'antica e fidente fratellanza nei comuni e giovanili ideali, e li tengono gli uni contro gli altri in sembianti ostili; è cosa che suona, a dir vero, come un'assai lugubre facezia. In che mai consisterebbe il nuovo evangelo, la nuova religione, la nuova fede, non si riesce a intendere dalle parole del verboso manifesto; e, d'altra parte, il fatto pratico, nella sua muta eloquenza, mostra allo spregiudicato osservatore un incoerente e bizzarro miscuglio di appelli all'autorità e di demagogismo, di proclamata riverenza alle leggi e di violazione delle leggi, di concetti ultramoderni e di vecchiumi muffiti, di atteggiamenti assolutistici e di tendenze bolsceviche, di miscredenza e di corteggiamenti alla Chiesa cattolica, di aborrimenti della cultura e di conati sterili verso una cultura priva delle sue premesse, di sdilinquimenti mistici e di cinismo. E se anche taluni plausibili provvedimenti sono stati attuati o avviati dal governo presente, non è in essi nulla che possa vantarsi di un'originale impronta, tale da dare indizio di nuovo sistema politico che si denomini dal fascismo. Per questa caotica e inafferrabile "religione" noi non ci sentiamo, dunque, di abbandonare la nostra vecchia fede: la fede che da due secoli e mezzo è stata l'anima dell'Italia che risorgeva, dell'Italia moderna; quella fede che si compose di amore alla verità, di aspirazione alla giustizia, di generoso senso umano e civile, di zelo per l'educazione intellettuale e morale, di sollecitudine per la libertà, forza e garanzia di ogni avanzamento. Noi rivolgiamo gli occhi alle immagini degli uomini del Risorgimento, di coloro che per l'Italia operarono, patirono e morirono; e ci sembra di vederli offesi e turbati in volto alle parole che si pronunziano e agli atti che si compiono dai nostri avversari, e gravi e ammonitori a noi perché teniamo salda la loro bandiera. La nostra fede non è un'escogitazione artificiosa ed astratta o un invasamento di cervello cagionato da mal certe o mal comprese teorie; ma è il possesso di una tradizione, diventata disposizione del sentimento, conformazione mentale o morale. Ripetono gli intellettuali fascisti, nel loro manifesto, la trita frase che il Risorgimento d'Italia fu l'opera di una minoranza; ma non avvertono che in ciò appunto fu la debolezza della nostra costituzione politica e sociale; e anzi par quasi che si compiacciano della odierna per lo meno apparente indifferenza di gran parte dei cittadini d'Italia innanzi ai contrasti fra il fascismo e i suoi oppositori. I liberali di tal cosa non si compiacquero mai, e si studiarono a tutto potere di venire chiamando sempre maggior numero di italiani alla vita pubblica; e in questo fu la precipua origine anche di qualcuno dei più disputati loro atti, come la largizione del suffragio universale. Perfino il favore col quale venne accolto da molti liberali, nei primi tempi, il movimento fascista, ebbe tra i suoi sottintesi la speranza che, mercé di esso, nuove e fresche forze sarebbero entrate nella vita politica, forze di rinnovamento e (perché no?) anche forze conservatrici. Ma non fu mai nei loro pensieri di mantenere nell'inerzia e nell'indifferenza il grosso della nazione, appoggiandone taluni bisogni materiali, perché sapevano che, a questo modo, avrebbero tradito le ragioni del Risorgimento italiano e ripigliato le male arti dei governi assolutistici o quetistici. Anche oggi, né quell'asserita indifferenza e inerzia, né gl'inadempimenti che si frappongono alla libertà, c'inducono a disperare o a rassegnarci. Quel che importa è che si sappia ciò che si vuole e che si voglia cosa d'intrinseca bontà. La presente lotta politica in Italia varrà, per ragioni di contrasto, a ravvivare e a fare intendere in modo più profondo e più concreto al nostro popolo il pregio degli ordinamenti e dei metodi liberali, e a farli amare con più consapevole affetto. E forse un giorno, guardando serenamente al passato, si giudicherà che la prova che ora sosteniamo, aspra e dolorosa a noi, era uno stadio che l'Italia doveva percorrere per ringiovanire la sua vita nazionale, per compiere la sua educazione politica, per sentire in modo più severo i suoi doveri di popolo civile. Benedetto Croce |

## L'Unione Intellettuale Italiana

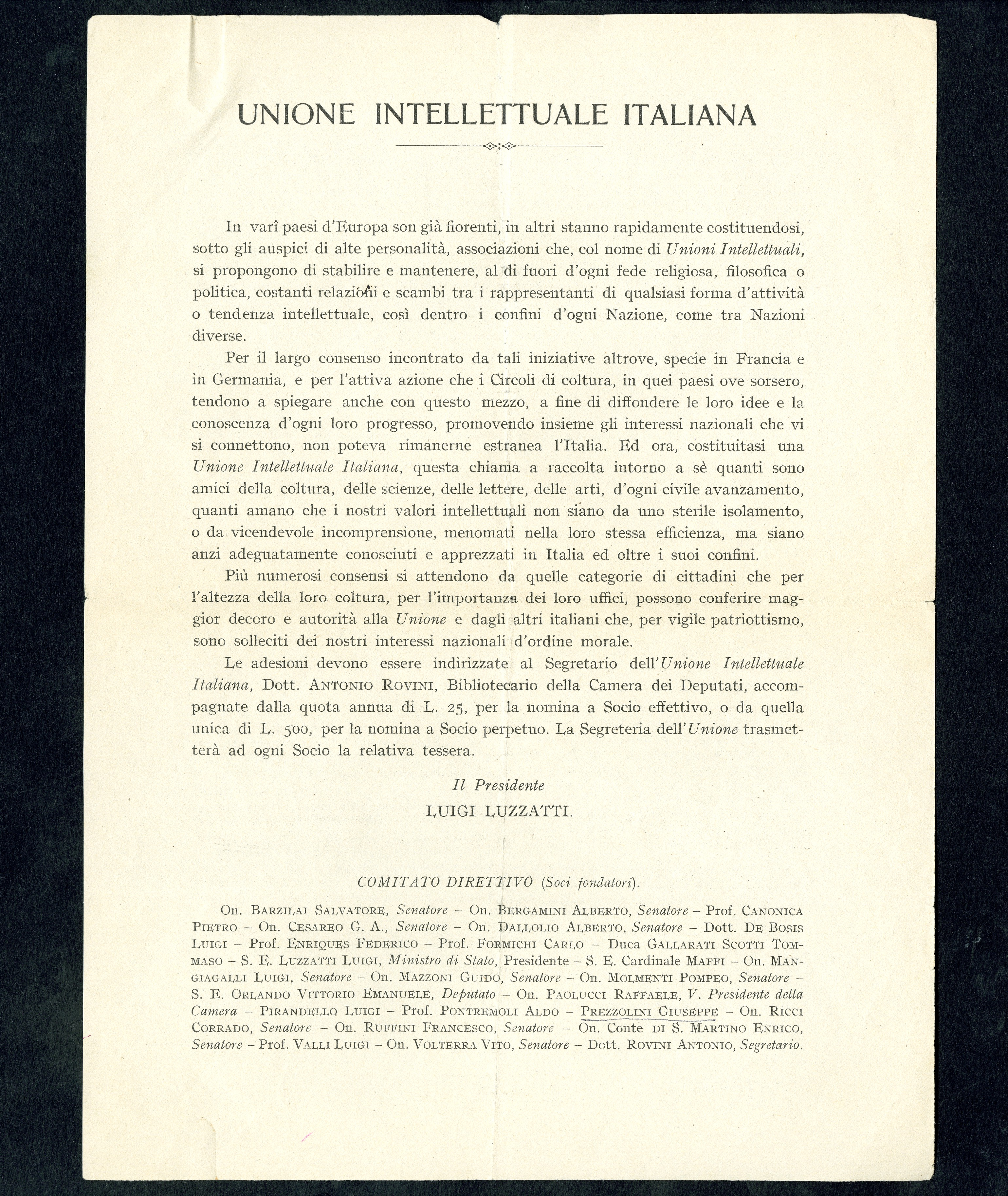
Manifesto dell'Unione Intellettuale Italiana pubblicato il 00.04.1925

Il 1º maggio 1925 l'Avanti!, giornale del Partito Socialista Italiano, riporta in un trafiletto in 1ª pagina in taglio basso, l'uscita del "Manifesto degli intellettuali liberali" in contrapposizione al "Manifesto degli intellettuali fascisti", criticando ambedue le posizioni. Nel trafiletto, però, indica anche la nascita di una 3ª aggregazione intellettuale: l'Unione Intellettuale Italiana, che aveva come scopo di: «al di fuori d'ogni fede religiosa, filosofica o politica, costanti relazioni e scambi tra i rappresentanti di qualsiasi forma d'attività o tendenza intellettuale, così dentro i confini d'ogni Nazione, come tra Nazioni diverse.», di cui il Comitato Fondatore era composto da:
1. On. Luigi Luzzatti (Presidente);
2. Dott. Antonio Rovini (Segretario);
3. Sen. Salvatore Barzilai;
4. Sen. Alberto Bergamini;
5. Dott. Lauro De Bosis;
6. Prof. Pietro Canonica;
7. Sen. Giovanni Alfredo Cesareo;
8. Sen. Alberto Dallolio;
9. Prof. Federigo Enriques;
10. Prof. Carlo Formichi;
11. Duca Tommaso Gallarati Scotti;
12. Cardinale Pietro Maffi;
13. Sen. Luigi Mangiagalli;
14. Sen. Guido Mazzoni[29];
15. Sen. Pompeo Gherardo Molmenti;
16. On. Vittorio Emanuele Orlando;
17. On. Raffaele Paolucci;
18. Luigi Pirandello;
19. Prof. Aldo Pontremoli;
20. Giuseppe Prezzolini
21. Sen. Corrado Ricci;
22. Sen. Francesco Ruffini;
23. Conte Sen. Enrico San Martino Valperga;
24. Prof. Luigi Valli;
25. Sen. Vito Volterra.

L'Unione Intellettuale Italiana, aveva sede in Roma, come segretario prima il Dott. Antonio Rovini, poi Giovanni Tucci e come altri soci:
- Luigi Mazzoni;
- On. Luigi Rava;
- Margherita Sarfatti;

mentre come Soci Onorari:
- Emilio Bodrero;
- Paolo Boselli;
- Pietro Fedele;
- Alfredo Rocco;
- Tommaso Tittoni.

## Un rinnovato appello a cento anni dal Manifesto di Croce
A cento anni dalla pubblicazione del manifesto, il 1º maggio del 2025 l'associazione "Il Manifesto di Londra" ha promosso un nuovo manifesto nella forma di una lettera aperta contro il ritorno del fascismo per "raccogliere l’eredità del manifesto di Croce del 1925 e per opporsi alla deriva autoritaria che sta minacciando istituzioni democratiche, libertà intellettuale e diritti fondamentali in molte aree del mondo". Tra il 1º maggio e il 14 Giugno, la lettera ha raccolto l'adesione di oltre 400 intellettuali da oltre 30 Paesi del mondo, inclusi 31 vincitori del Premio Nobel Sir Richard J. Roberts, Leland Hartwell, Paul Nurse, Barry James Marshall, Craig C. Mello, Mario R. Capecchi, Jack W. Szostak, Edvard I. Moser, May-Britt Moser, Sir Peter J. Ratcliffe, Charles M. Rice, Harvey James Alter, Victor Ambros, Gary Ruvkun (Fisiologia o Medicina); Wolfgang Ketterle, Anthony James Leggett, John C. Mather, Brian P. Schmidt, François Englert, Michel Mayor, Takaaki Kajita, Giorgio Parisi, Pierre Agostini (Fisica); Jean-Pierre Sauvage, Joachim Frank (Chimica); Eric Maskin, Roger B. Myerson, Alvin E. Roth, Lars Peter Hansen, Sir Oliver Hart, Daron Acemoglu (Scienze Economiche); 11 vincitori del Johan Skytte Prize in scienze politiche, Arend Lijphart, Robert Keohane, Theda Skocpol, Rein Taagepera, Philippe Schmitter, Pippa Norris, Carole Pateman, Robert Axelrod, Jane Mansbridge, Peter J. Katzenstein, Martha Finnemore; 5 vincitori della medaglia Boltzmann, Joel Lebowitz, Elliott H. Lieb, Bernard Derrida, Giovanni Jona-Lasinio, Daan Frenkel, e molti altri intellettuali vincitori del Premio Brain, Médaille d'or du CNRS, Lasker Award, MacArthur Fellowship, Leontief Prize, Premio Pulitzer, Premio Holberg, e altri prestigiosi riconoscimenti per meriti scientifici, accademici e letterari.
A dimostrazione della rinnovata urgenza di un appello a difesa della democrazia nel 2025, i promotori hanno invitato storici, filosofi e politologi tra i massimi esperti mondiali in tema di fascismo e democrazia. Tra coloro che hanno sottoscritto la lettera si distinguono David Bateman, Ruth Ben-Ghiat, Seyla Benhabib, Giovanni De Luna, John S. Dryzek, Steven Friedman, Mia Fuller, Manuel Antonio Garretón, Daniel Innerarity, Zehra F. Kabasakal Arat, John Keane, Claudia Koonz, Steven Levitsky, Nancy MacLean, Andrea Mammone, Achille Mbembe, Gianfranco Pasquino, Timothy Snyder, Marla Stone, Jason Stanley, Maria Hermínia Tavares de Almeida, Nadia Urbinati, Ananya Vajpeyi, Lucan Ahmad Way, a parte i già menzionati politologi vincitori del premio Joahn Skytte.
Come accadde nel 1925, la rinnovata lettera contro il fascismo è stata pubblicata nello stesso giorno su più testate giornalistiche, in questo caso tradotta in francese, inglese, italiano, portoghese, spagnolo, tedesco e turco, a partire dalle ore 12 UTC del 13 Giugno 2025, in modo da consentire la pubblicazione in cartaceo il 14 Giugno su tutti i fusi orari. La data del 14 giugno è stata scelta per la concomitante parata militare voluta dal presidente USA Trump per celebrare il proprio compleanno. Il testo intero o articoli con riferimenti al testo sono apparsi in Argentina (Clarín), Australia (Australian Financial Review), Brasile (Folha de S.Paulo), Francia (Libération), Germania (Frankfurter Allgemeine Zeitung), Italia (Domani, Repubblica), India (Scroll.in, The Wire), Turchia (Bianet, Gazete Oksijen, T24), Regno Unito (Guardian), Stati Uniti (Washington Post; Time). A seguito della pubblicazione, la sottoscrizione della lettera è stata aperta al pubblico, permettendo di raggiungere circa 8000 firme ad un mese dalla pubblicazione.